# (34579) 2000 SR339
2000 SR339 (asteroide 34579) é um asteroide da cintura principal. Possui uma excentricidade de 0.12579190 e uma inclinação de 14.92768º.
Este asteroide foi descoberto no dia 25 de setembro de 2000 por Spacewatch em Kitt Peak.